# Distretto di Rėnčinlhùmbė
Il distretto di Rėnčinlhùmbė è uno dei ventitré distretti (sum) in cui è suddivisa la provincia del Hôvsgôl, in Mongolia. Conta una popolazione di 4.740 abitanti (censimento 2009). 